# Ich glaub, ich lieb meine Frau
Ich glaub, ich lieb meine Frau (Originaltitel I Think I Love My Wife) ist eine US-amerikanische Filmkomödie von Chris Rock aus dem Jahr 2007.

## Handlung
Richard Cooper ist glücklich verheiratet und auch im Beruf sehr erfolgreich. Er ist vollkommen zufrieden mit seinem Leben und wohnt mit seiner lieben Frau Brenda, einer Lehrerin, und seinen zwei kleinen Kindern im Vorort von New York. Es gibt nur ein Problem in seiner Ehe: Ihr Sexualleben stagniert, was Richard frustriert und allmählich sexhungrig macht. Das führt dazu, dass er mitunter, an langweiligen Tagen im Büro, seinen Phantasien Raum gibt und über andere Frauen nachdenkt. Dennoch wird er Brenda nicht untreu. Als ihm jedoch eines Tages seine alte Freundin Nikki begegnet, hat er Zweifel, ob er sich tatsächlich weiter beherrschen kann. Nikki behauptet zwar, nur Freundschaft zu wollen, beginnt aber ständig in seinem Finanzbüro in Manhattan aufzutauchen, nur um angeblich zu reden oder zu Mittag zu essen. Richards Chef und seinen Kollegen fällt das auf und es gibt Gerede. Allmählich versucht Nikki Richard offen zu verführen und er weiß nicht, wie er sich verhalten soll. Zunächst lässt er sich nur auf einen Ausflug mit ihr ein. Dabei begegnet ihnen Nikkis Freund, der die Situation klar erkennt und sich mit Richard schlägt. Daraufhin kommt Richard zu spät zu einer wichtigen Verkaufspräsentation, was den Verlust eines lukrativen Vertrags zur Folge hat.
Richard und Brenda wollen nun aus beruflichen Gründen nach Los Angeles ziehen. Nikki bittet Richard deshalb in ihre Wohnung, damit sie „richtigen Abschied“ nehmen können. Als er Nikkis Wohnung erreicht, findet er sie in ihrem Badezimmer in Unterwäsche. Richard ist drauf und dran, Nikkis Verführungskünsten zu unterliegen, aber ihm wird noch rechtzeitig klar, was ihm seine Familie bedeutet. Er würde mit diesem Abenteuer womöglich seine Frau und die Kinder verlieren und das will er auf keinen Fall aufs Spiel setzen. Kurzentschlossen verlässt er Nikki Wohnung und kehrt nach Hause zurück. Er überrascht seine Frau und ist fest entschlossen, an der Beziehung festzuhalten und daran zu arbeiten, sie wieder zu verbessern. Richard und Brenda versprechen sich, dass alles gut werden wird.

## Kritiken
Ich glaub, ich lieb meine Frau erhielt ein eher schlechtes Presseecho, was sich auch in den Auswertungen US-amerikanischer Aggregatoren widerspiegelt. So erfasst Rotten Tomatoes größtenteils kritische Besprechungen und ordnet den Film dementsprechend als „Gammelig“ ein. Laut Metacritic fallen die Bewertungen im Mittel „Durchwachsen oder Durchschnittlich“ aus.
Ruthe Stein schrieb in der San Francisco Chronicle vom 16. März 2007, der Film sei „uneinheitlich“, aber rufe „emotionale Resonanz“ hervor, was den meisten Filmen über Beziehungen fehlen würde. Der Film sei durch den französischen Film Die Liebe am Nachmittag von Éric Rohmer aus dem Jahr 1972 inspiriert, was eine schwierige Vorlage sei.
James Berardinelli schrieb auf ReelViews, der Film gehöre zu den besten Remakes der letzten Jahre. Chris Rock habe das Grundgerüst der Handlung und einige Ideen adaptiert, den Film jedoch dem „neuen Publikum“ in einem anderen kulturellen Kreis angepasst. Der Film nehme sich Zeit, die drei Hauptcharaktere jenseits der Stereotype zu entwickeln. Was dem Film an Tiefgründigkeit und dem philosophischen Anspruch fehle, sei durch Humor und „Vermenschlichung“ ausgeglichen.

„Vordergründig freigeistige, romantisch gemeinte Komödie, die mit unsympathischen Charakteren, dramaturgischen Unzulänglichkeiten und einer erzkonservativen Grundhaltung malträtiert, nur um ein verklemmtes Hohelied auf ein bisschen Sex in der Ehe zu singen.“

## Entstehung und Veröffentlichung
Der Film wurde in New York City gedreht. Er spielte in den Kinos der USA ca. 12,55 Millionen US-Dollar ein. Die deutsche Synchronfassung entstand bei der Berliner Synchron unter Dialogbuch und -regie von Gerrit Schmidt-Foß.
| Figur          | Darsteller          | Deutscher Sprecher     |
| -------------- | ------------------- | ---------------------- |
| Richard Cooper | Chris Rock          | Oliver Rohrbeck        |
| Nikki Tru      | Kerry Washington    | Nana Spier             |
| Brenda Cooper  | Gina Torres         | Anke Reitzenstein      |
| George         | Steve Buscemi       | Hans-Jürgen Dittberner |
| Herr Landis    | Edward Herrmann     | Hans-Werner Bussinger  |
| Mary           | Welker White        | Marion Musiol          |
| Tracy          | Samantha Ivers      | Marina Krogull         |
| Teddy          | Michael K. Williams | Tobias Kluckert        |
| Jennifer       | Cassandra Freeman   | Sabine Arnhold         |
| Allan          | Stephen A. Smith    | Oliver Siebeck         |
| Sean           | Wendell Pierce      | Tilo Schmitz           |
| Kelly Cooper   | Milan Howard        | Marie Hinze            |
| Vermieterin    | Roz Ryan            | Regina Lemnitz         |
| Candy          | Christina Vidal     | Giuliana Jakobeit      |
| Lisa           | Eliza Coupe         | Melanie Hinze          |
| Mr. Yuni       | James Saito         | Toru Takahashi         |